# Nokia 5320 XpressMusic
El Nokia 5320 XpressMusic es un teléfono del tipo teléfono inteligente de Nokia, de la línea XpressMusic.

## Características

### General
Al igual que otros productos de la serie N, serie E y serie XpressMusic de Nokia, el 5320 XpressMusic trae incluidas gran cantidad de aplicaciones, incluyendo listín de contactos, mensajería, galería multimedia, reproductor de música, radio visual FM, RealPlayer, un cliente de mensajería instantánea, navegador WAP, navegador web completamente funcional basado en KHTML/Webkit, un visor de documentos de Microsoft Office, un visor de PDF, Adobe Flash Lite y algunos juegos, tanto en formato MIDP como N-Gage. La mayoría de estas aplicaciones soportan ejecución en segundo plano; por ejemplo, es posible escuchar música mientras se navega por Internet, y entonces cambiar de aplicación para escribir un SMS o un correo electrónico, teniendo que cerrar ninguna aplicación. Los teléfonos que no pertenecen a la categoría de teléfono inteligente típicamente no pueden hacer esto, o pueden de una forma muy limitada; por ejemplo, solo puede utilizarse el reproductor de música en segundo plano. Sin embargo, y al contrario que otros terminales como el Nokia 5800 XpressMusic, el 5320 XpressMusic no soporta la tecnología WiFi.

### XpressMusic
Este modo se activa con el teclado del teléfono que posee hacia la izquierda de quien lo maneja, ubicando ahí las teclas anterior, siguiente, reproducción / pausa. Este móvil reproduce una gran cantidad de formatos en los cuales se encuentran MP3, AAC, WMA y M4A entre otros; su calidad de sonido es excelente y tiene incorporados un parlante (bocina)  de gran potencia y fidelidad. La entrada para audífonos es estándar (3.5 mm) pero en el paquete de compra viene un adaptador que además sirve como mando a distancia el cual permite manejar la música o la radio sin sacarlo del bolsillo. La autonomía de batería en el modo reproducción de música puede ser de hasta 16 horas.

### Cámara
La característica notable del 5320 XpressMusic, es su cámara de fotos integrada, de 2 megapixels, con doble flash de tecnología LED, reducción de ojos rojos, y zum digital 4x. Similar a la cámara del Nokia E63

### Software y firmware
Es posible instalar y desinstalar tanto aplicaciones Java como de la plataforma S60 (versión 3, Feature Pack2), bien desde el propio terminal -mediante su instalador propio- o a través del software Nokia PC Suite, que está incluido en el paquete del teléfono. Además, Nokia ha facilitado el proceso de actualización del firmware, que puede ser realizado por el propio usuario a través del software anteriormente citado.

### Conectividad USB
Dado que el 5320 XpressMusic soporta acceso mediante bluetooth y almacenamiento masivo USB -entre otros-, es posible transferir grandes cantidades de datos desde y hacia el terminal, utilizando cualquier ordenador que soporte cualquiera de sus métodos de acceso (entre los que se encuentran sistemas como Windows, Linux y Mac OS X). 

### Organización interna
El 5320 XpressMusic, al igual que otros teléfonos de la Serie 60, utiliza un sistema de base de datos para las aplicaciones de 'galería' que incluye el terminal (que está ejecutándose constantemente en segundo plano, para reducir los tiempos de búsqueda y ejecución), y nuevamente dichas bases de datos pueden ser actualizadas de forma local desde el propio dispositivo. Esto implica el soporte de ficheros de audio, vídeo e imagen, que pueden ser ubicadas en prácticamente cualquier localización del sistema de ficheros y ser accedidas fácilmente, y en el caso de los ficheros de audio mp3, por su etiqueta ID3.

## Especificaciones técnicas
| Característica               | Especificación |
| ---------------------------- | --- |
| Forma                        | Candybar ("monobloque") |
| Plataforma                   | Serie 60(S60) 3ª Edición |
| Sistema Operativo            | Symbian OS 9.3 |
| CPU                          | RISC de 32 bits, arquitectura ARM a 369 MHz                                                                                           |
| Memoria RAM                  | 128 MiB |
| Frecuencias GSM              | 850/900/1800/1900 MHz |
| GPRS                         | Sí |
| EDGE (EGPRS)                 | Sí |
| WCDMA                        | Sí: 900/2100 MHz (RM-409) 850/1900 MHz (RM-417)                                                                                       |
| Pantalla principal           | QVGA de 2 pulgadas, TFT, 16M colores, 240x320 pixels                                                                                  |
| Cámara                       | 2 Megapixels, flash doble led, reducción de ojos rojos, zum digital 4x). Secundaria CIF delantera para videollamada de 384x320 pixels |
| Grabación de vídeo           | Sí (MPEG4, 3GP) |
| Navegación                   | Sí. Trae por defecto un navegador web                                                                                                 |
| Mensajes multimedia          | Sí |
| Videollamada                 | Sí |
| Pulse para hablar (PPH)      | Sí |
| Soporte de Java              | Sí, MIDP 2.1, CLDC 1.1 |
| Adobe Flash Lite             | Sí, 3.0 |
| Memoria interna              | 160 MB |
| Memoria externa              | Tarjeta microSD hasta 16 GB |
| Ranura de tarjeta de memoria | Sí, microSD (intercambiable en caliente)                                                                                              |
| Reproductor de música        | MP3/AAC/eAAC/eAAC+/WMA |
| Bluetooth                    | 2.0 + EDR + Perfil A2DP |
| Infrarrojos                  | No |
| Soporte para cable de datos  | Sí (microUSB) |
| Correo electrónico           | Sí |
| Modo "fuera de línea"        | Sí |
| Batería                      | BL-5B (3,7V, 800 mAh) |
| Peso                         | 90 gramos |
| Dimensiones                  | 108x45x15 milímetros |
| Otros                        | Radio visual FM |
|                              | Altavoz |
|                              | Auriculares estéreo |
| Colores                      | (Azul, Negro), (Rojo, Negro) |

### Reviews
- Nokia 5320 -

- Datos: Q1998585
- Multimedia: Nokia 5320 / Q1998585